# Daryl Dixon
Daryl Dixon é um personagem fictício da série televisiva de drama e terror pós-apocalíptica da AMC, The Walking Dead. O personagem foi criado especificamente para o seriado pelos escritores Frank Darabont, Charles H. Eglee e Jack LoGiudice e é interpretado pelo ator americano Norman Reedus. Ele não tem um personagem homólogo nos quadrinhos, que servem como material base para a série de televisão. Ele foi introduzido pela primeira vez no episódio "Tell It to the Frogs" da primeira temporada da série como um caçador e rastreador especialista, vivendo na sombra de seu irmão mais velho, Merle Dixon.
Apesar de seu mau humor e volatilidade, ele é tolerado pelo grupo principal de sobreviventes devido às suas habilidades em caçar animais e à destemida eficiência em matar mortos-vivos. Isso é particularmente importante nos primeiros dias do apocalipse. Após o desaparecimento de Merle, Daryl deixa sua personalidade distante e começa a se relacionar com o grupo, particularmente com Carol Peletier após o desaparecimento de sua filha, e Beth Greene após os dois se separarem do grupo na quarta temporada. O personagem se torna o braço direito cooperativo e protetor de protagonista Rick Grimes e lidera várias corridas de suprimentos.
Daryl é o personagem mais antigo da série de televisão. Sua origem é explorada no videogame de 2013, The Walking Dead: Survival Instinct, e ele estrela o jogo para celular The Walking Dead: No Man's Land. Daryl foi bem recebido por fãs e críticos e inicialmente foi escalado como um membro do elenco recorrente, mas Reedus foi atualizado para um ator regular da série após a primeira temporada. Após a saída de Andrew Lincoln como Rick, Reedus ficou com o topo da lista de personagens mais influentes da série e assumiu o papel de protagonista a partir da nona temporada.

## Biografia
Na infância, Daryl e seu irmão mais velho, Merle, viviam com um pai alcoólatra e abusivo, Will. Ele foi criado por Merle, embora Merle estivesse frequentemente ausente (cumprindo pena em instituições juvenis). Daryl teve períodos significativos de tempo sozinho e, durante esses períodos solitários, aprendeu a se defender e adotou uma mentalidade de sobrevivência fervorosa. Quando o surto ocorreu, ele e Merle se cuidam e andam à deriva, evitando os mortos-vivos. Mais tarde, Daryl e seu irmão se refugiaram em um acampamento nos arredores de Atlanta, juntamente com muitos outros sobreviventes, mas a maior parte do tempo ele permaneceu isolado. Os dois irmãos, planejavam saquear o local e, em seguida, continuar por conta própria.

### 1ª temporada
Daryl é introduzido pela primeira vez no episódio da 1ª temporada "Tell It to the Frogs". Estabelecido como um caçador para garantir alimento para o grupo de sobreviventes fora de Atlanta, ele fica furioso ao saber que um grupo que saíram atrás de suprimentos deixaram Merle algemado ao encanamento em cima de um arranha-céu da cidade e coloca a maior parte de sua raiva em Rick, o novato do grupo. Daryl se junta a Rick e outros para retornar à cidade, descobrindo que Merle escapou cortando sua mão. Daryl se torna um dos principais lutadores do grupo, mas cai sob as ordens de Rick quando eles abandonam Atlanta, dirigindo a motocicleta de seu irmão.

### 2ª temporada
Na segunda temporada, o grupo se instala na fazenda de Hershel Greene, enquanto procuram a filha desaparecida de Carol, Sophia, após um ataque de mortos-vivos. Daryl ajuda na busca e tenta ajudar Carol a lidar com seus sentimentos. Durante uma caminhada solitária, ele é nocauteado e sofre alucinações de Merle, reclamando que está passando um tempo procurando Sophia e não por ele, antes de retornar ao grupo. Depois que é descoberto que Sophia já foi transformada em caminhante e estava escondida no celeiro de Hershel, Daryl ajuda Carol a lidar com sua perda. Ele ajuda a proteger o grupo enquanto eles lidam com uma ameaça potencial de sobreviventes hostis nas proximidades e dias depois ajudar a evacuar a fazenda quando ela é invadida por caminhantes.

### 3ª temporada
O grupo de Rick encontra e faz uma prisão como um novo abrigo no início da terceira temporada. Ao lidar com isso, a esposa de Rick, Lori, morre após dar à luz sua filha, e Rick fica arrasado, tendo alucinações e incapaz de tomar decisões. Daryl decide ajudar a liderar o grupo ao lado de Hershel durante o lapso de Rick. Sua amizade com Carol se fortalece depois que ela aparecer viva após o ataque dos mortos-vivos. Mais tarde, o grupo é forçado a lidar com o Governador da comunidade vizinha de Woodbury, que procura matá-los e levar seus suprimentos para si. Ao resgatar dois de seus aliados sequestrados pelo governador, Daryl descobre que Merle ainda está vivo, tendo escapado de Atlanta, mas trabalhando para o Governador. Depois que o Governador considera Merle um traidor, Daryl o ajuda a escapar e volta com ele para a prisão. O grupo de Rick descobre que o Governador quer capturar a recém-chegada Michonne que está na prisão, mas caso o grupo não a entregue, Woodbury irá atacar o presídio. Rick fica incapaz de tomar a decisão, e Merle leva Michonne ao Governador, com Daryl seguindo-o depois de descobrir sua ausência. Merle mudou de ideia, liberta Michonne e embosca os homens do Governador. Daryl chega ao local de encontro e encontra o cadáver reanimado de Merle, morto pelo Governador, e chora quando é forçado a matar o irmão. O grupo de Rick evita um grande ataque do Governador, afastando-o e levando os sobreviventes de Woodbury para a prisão.

### 4ª temporada
Rick se recuperou da morte de Lori e ele, Daryl e Hershel lideram a crescente população na prisão. Uma epidemia semelhante à gripe atinge a prisão, matando muitos antes que a cura seja encontrada. Carol toma a iniciativa de matar dois sobreviventes que mostraram sinais da gripe em segredo, e quando Rick descobre isso, a despeja do grupo, perturbando Daryl. Mais tarde, o Governador, tendo obtido mais homens, lança um ataque fatal à prisão, forçando os sobreviventes a fugir em grupos separados. Daryl resgata Beth Greene, que está catatônica depois de assistir o Governador decapitar seu pai Hershel. Depois de dias de viagem, Beth fica mais próxima de Daryl entendendo-o cada vez melhor, e dias depois, os dois são brevemente separados durante um ataque de mortos-vivos. Daryl vê Beth ser sequestrada por homens em um carro com uma cruz branca. Ele tenta segui-los, mas é pego por Joe e um pequeno grupo de bandidos, os Reivindicadores, e eles o forçam a ficar com eles. O grupo depois captura Rick, Carl e Michonne, mas Rick e Daryl revidam quando tentam estuprar Carl e Michonne, matando todos os Reivindicadores. Os quatro viajam para Terminus, um refúgio seguro de acordo com sinais ao longo de uma ferrovia. Embora a comunidade pareça aberta, eles encontram evidências de que seus amigos foram capturados. Os quatro são feitos prisioneiros e levados para os outros, com Rick afirmando que eles mexeram com o grupo errado.

### 5ª temporada
O grupo de Rick escapa de Terminus depois de descobrir que eles praticam canibalismo, e com a ajuda de Carol, que lançou uma horda de caminhantes no local. Depois de conhecer o padre Gabriel Stokes, em sua igreja, o grupo faz planos para ir a Washington DC. Enquanto Daryl e Carol estão se aproximando, eles veem um carro passando com uma cruz branca, e eles o perseguem. Isso os leva a descobrir que Beth foi levada ao Hospital Memorial Grady, onde foi forçada a trabalhar por policiais corruptos. Depois que Carol é capturada, Daryl lidera o grupo de Rick para tentar resgatá-las. Carol é salva, mas Beth é morta em um confronto com a polícia, e Daryl retorna seu corpo à igreja para enterrá-la. O grupo continua, eventualmente encontrando Aaron, um recrutador da Zona Segura de Alexandria, na Virgínia, que lhes oferece santuário lá. Como Rick, Daryl permanece cético, dada a falta de experiência de sobrevivência que os moradores têm, mas aceita a oferta de Aaron para ajudá-los a encontrar mais recrutas. Daryl e Aaron descobrem que a comunidade está sendo observada por um grupo de bandidos chamados Os Lobos, exilados de Alexandria que buscam vingança. Depois de entrar em uma armadilha dos lobos, eles são resgatados por Morgan Jones, um velho amigo de Rick, e o trazem de volta para Alexandria.

### 6ª temporada
Rick e os outros membros do seu grupo são encarregados de defender Alexandria depois de provar suas habilidades de sobrevivência. Para se livrar de uma horda de mortos-vivos presos em uma pedreira nas proximidades, Rick planeja levá-los para longe de Alexandria. Daryl, junto com Abraham Ford e Sasha Williams, lideram a missão. No entanto, os Lobos lançam um ataque surpresa, interrompendo a missão, e Rick instrui Daryl a liderar uma boa parte da horda. O ataque destrói as muralhas de Alexandria, permitindo que os mortos-vivos entrem na comunidade. Depois de afastar os demais mortos-vivos, Daryl é brevemente atacado por Dwight e sua esposa Sherry. Ele encontra um caminhão de combustível e se reúne com Abraham e Sasha, e rapidamente lida com um grupo de homens trabalhando para Negan. Eles usam o caminhão para atrair os caminhantes para longe dos cidadãos em Alexanria.
Enquanto Alexandria se recupera, Carol opta por ir embora sozinha, para não ver outras pessoas que ela gosta morrer, deixando Daryl chateado. Rick e Daryl conhecem Jesus e são apresentados à comunidade Hilltop. Eles pedem ajuda para lidar com os Salvadores, um grupo brutal que demanda suprimentos como uma oferta periódica. Rick, Daryl e outros lançam um ataque a um posto avançado dos Salvadores, parecendo matar Negan e todos os Salvadores. Mais tarde, Daryl encontra Dwight novamente com outros homens que afirmam ser salvadores trabalhando para Negan. Depois de relatar isso a Rick e aos outros, Daryl patrulha para rastrear os Salvadores, mas logo é capturado. Ele é levado a uma clareira junto com Rick e vários outros do grupo que foi capturado pelos Salvadores, e eles conheceram o verdadeiro Negan, que empunha um taco de beisebol enrolado em arame farpado chamado "Lucille". Negan se prepara para matar um dos membros do grupo em retaliação ao ataque a uma de suas bases e forçá-los a jurar lealdade a ele.

### 7ª temporada
Depois que Negan escolhe matar Abraham, Daryl o ataca, mas ele é retido pelos Salvadores. Negan passa a matar Glenn e convence Rick a concordar com seus termos. Daryl é feito prisioneiro por Dwight de volta ao Santuário, a base oficial dos Salvadores. Dwight tenta convertê-lo para se juntar a Negan, mas Daryl se recusa. Mais tarde, Sherry ajuda Daryl a escapar, e ele é ajudado a ir para Hilltop por Jesus, onde Rick e outros se encontram para discutir a situação com Negan. Depois de uma reunião chorosa, todos concordam que Daryl é um fugitivo de Negan e Jesus sugere que ele vá ao Reino administrado pelo rei Ezekiel por segurança, além de tentar convencer Ezekiel a ajudar. Lá, Ezekiel permanece sem compromisso, já que seu acordo com Negan é amigável, mas oferece abrigo a Daryl.
Enquanto estava lá, um dos homens do Reino, Richard, sugere um plano para atrair Ezekiel a lutar contra os Salvadores, fazendo com que os Salvadores mate uma mulher que Ekeziel gostava, mas permanecia fora do Reino. Daryl percebe que é Carol e se recusa a seguir o plano. Ele opta por voltar para Hilltop, mas decide se reunir com Carol. Depois de voltar para comunidade Hilltop, ele pede desculpas a Maggie pela morte de Glenn e ela o perdoa. Daryl então retorna a Alexandria e ajudou a preparar um plano para atacar Negan na próxima vez que ele vier. No entanto, eles descobrem que Dwight chegou a comunidade, jurando que quer ajudá-los a impedir Negan, apesar da raiva de Daryl. Negan lança um ataque surpresa a Alexandria, mas a chegada oportuna das comunidades de Hilltop e do Reino permite que eles dominem os Salvadores e seus aliados, os Catadores e as três comunidades concordam em ir à guerra contra Negan. Daryl encontra uma nota de Dwight jurando que não sabia o que Negan havia planejado.

### 8ª temporada
Daryl é é a chave para o plano deles de atacar o Santuário, atraindo um enorme rebanho de caminhantes usando explosivos e sua motocicleta. Depois que o plano é bem-sucedido, ele se separa de Rick para atacar um complexo que abriga armas dos Salvadores. Daryl e Rick procuram as armas sem sucesso; Ao contrário de Rick, que está começando a questionar sua decisão de ir à guerra, Daryl não tem escrúpulos em sua missão, matando o ex-sobrevivente de Atlanta, Morales, e executando um Salvador a quem Rick prometeu misericórdia. Ele ainda desconfia de Dwight. Quando Rick e Daryl têm um mal-entendido, suas armas recém-adquiridas são acidentalmente incendiadas enquanto eles dois lutam. Depois que Dwight é posteriormente exposto como uma toupeira, um Salvador foge depois que o resto é baleado, e então Dwight pede para ser poupado. Apesar disso, Daryl permanece hostil a Dwight e declara expressamente sua intenção de matá-lo quando a guerra terminar. Embora Tara inicialmente concorde com ele, ela muda de ideia depois que Dwight salva sua vida duas vezes. No final da temporada, Daryl participa da batalha final com os Salvadores e sobrevive. Depois, ele leva Dwight para a floresta, onde Dwight espera que Daryl o execute. Em vez disso, Daryl exila Dwight sob ameaça de morte se ele voltar e encoraja seu ex-inimigo a procurar sua esposa Sherry.

### 9ª temporada
Dezoito meses se passaram desde que Rick derrotou Negan. As comunidades de Alexandria, Hilltop, Reino, Oceanside e Santuário reconstruíram o que podiam para tornar as sociedades mais viáveis. Daryl e Eugene supervisionam os demais Salvadores no Santuário, onde o solo infértil dificulta o cultivo de qualquer coisa. Justin, um Salvador, começa a causar confusão e Daryl entra em impasses com ele ao longo dos dias e Rick tenta obter controle sobre o grupo. Rick e Daryl percebem que os Salvadores estão começando a ficar fora de controle, devido à pressa de Rick em terminar uma ponte e à falta de comida. Mais tarde, alguns eventos trágicos com mortos-vivos causados por Justin, que levou Aaron perder o braço, Daryl cria uma raiva do Salvador e briga constantemente com ele. Quando Justin é encontrado morto, e vários outros Salvadores desaparecendo, Daryl é apontado como o possível assassino, mas ele e Maggie descobrem que as mulheres de Oceanside iniciaram um plano de vingança contra os ex-bandidos e não decidem interferir. Daryl e Maggie planejam a morte de Negan que está preso em Alexandria, mas quando Rick descobre, entra em uma briga com Daryl, afirmando que matar Negan iria fazê-lo de martim. Ao mesmo tempo, os Salvadores indignados pelos desaparecimentos de seus amigos causam um motim no acampamento de obra da ponte e atrai vários mortos-vivos até lá que também seguem para as comunidades. Para evitar que a horda chegue nas comunidades, Rick se sacrifica ao explodir a ponte com dinamite e é dado como morto.
Durante seis anos após o desaparecimento de Rick, Daryl passou a maior parte de seu tempo nas florestas em busca do corpo do amigo, mas nunca encontrou. Ele passou a cuidar de um cachorro e se distanciou das comunidades, passando a viver na floresta. Quando Rosita chega ferida em Hilltop e diz que Eugene está em perigo e sendo perseguido por mortos-vivos falantes, Daryl acha estranho e vai com Jesus e Aaron em busca do amigo desaparecido e Daryl e seus amigos observam um grupo de mortos-vivos se comportando de jeito estranho. Eles encontram Eugene e depois ocorre um ataque de mortos-vivos que resulta na morte de Jesus por um homem mascarado de zumbi. O grupo descobre um novo grupo perigoso chamado os Sussurradores e capturam Lydia, filha da líder dos Sussurradores, Alpha, que mais tarde aparece em Hilltop para resgatar a filha, e caso eles recusassem a devolvê-la, atacaria a comunidade. Daryl devolve a garota a Alpha, mas, mais tarde, o filho adotivo de Carol, Henry, apaixonado por Lydia vai em busca desta última. Daryl ao saber, vai procurar o garoto com Connie. Ele resgata Henry e Lydia do acampamento de Alpha e chega a matar alguns Sussurradores para a ira de Alpha. Ao ser contrariada pelos sobreviventes, Alpha decide demonstrar o poder de seu grupo ao decapitar membros de Hilltop, Alexandria e do Reino durante um festival, oprimindo os sobreviventes. Daryl e os demais ficam a merce do poder de Alpha.

## Desenvolvimento e recepção

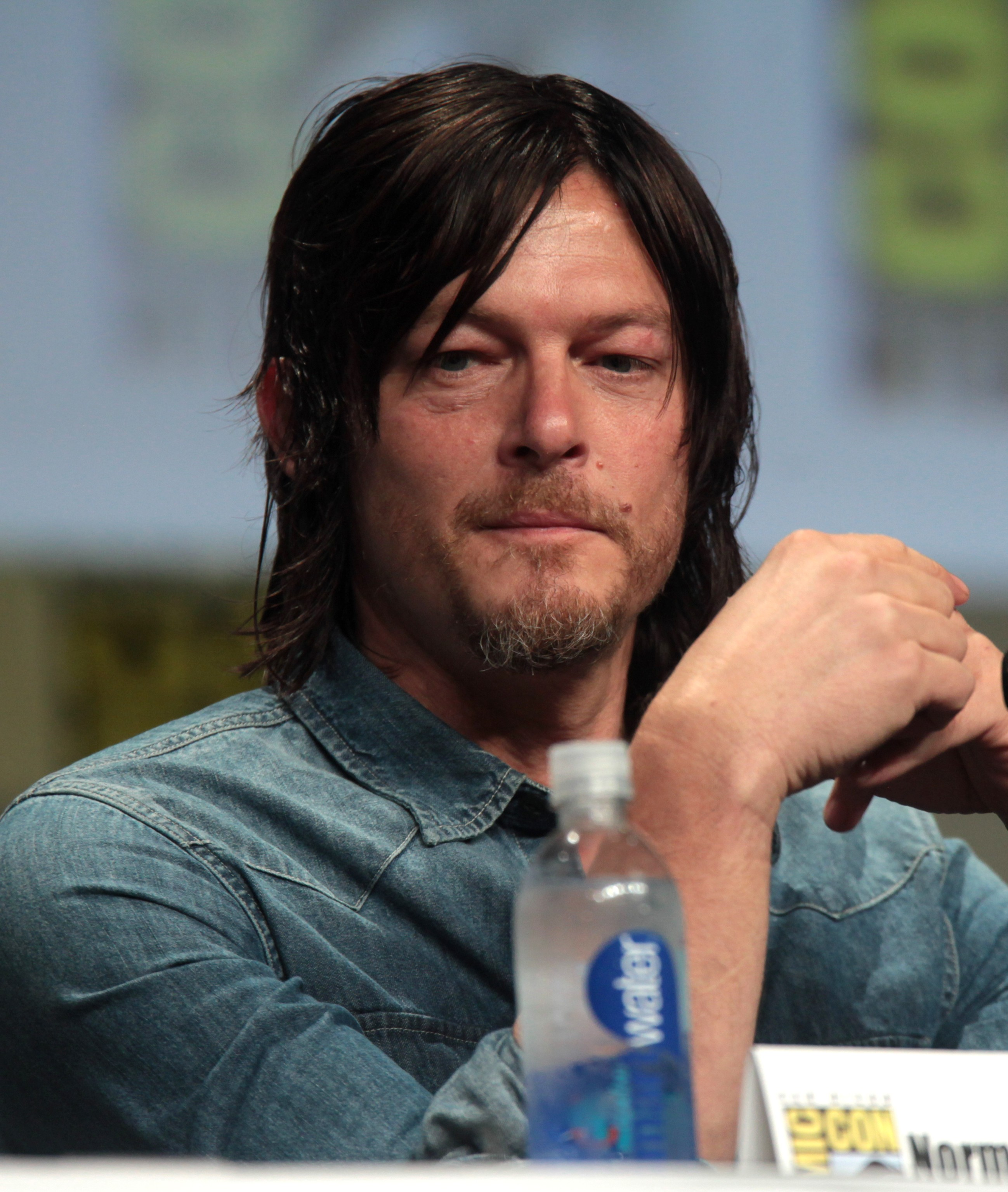
O ator americano Norman Reedus foi escolhido para interpretar o caçador de zumbis Daryl Dixon, que o interpreta até hoje.

Norman Reedus leu o roteiro do programa e demonstrou muito interesse em fazer parte do projeto. Os produtores escolheram inicialmente o papel de Merle para Reedus, mas Michael Rooker ficou com o papel. Os produtores gostaram da audição de Reedus e deram a ele o papel de Daryl. Daryl era originalmente um personagem recorrente, mas foi atualizado para o elenco principal na segunda temporada. Reedus originalmente perguntou aos escritores e equipe se Daryl poderia ter um cachorro. Seu pedido foi negado, e Daryl ganhou uma nova besta. Na 9ª temporada, Daryl consegue um cachorro que é introduzido pela primeira vez em "Stradivarius".
Depois de ocupar o quarto lugar no top de faturamento da terceira temporada, Reedus foi promovido ao segundo lugar no top de faturamento de todas as temporadas desde a quarta temporada, onde o personagem Daryl se tornou um dos principais protagonistas da série. Reedus conseguiu o melhor resultado após a saída de Andrew Lincoln na 9ª temporada. Os fãs debateram a orientação sexual de Daryl, uma vez que ele não teve relações apaixonadas ou sexuais com Carol ou Beth; alguns fãs argumentam que ele é heterossexual, enquanto outros argumentam que ele é gay ou bissexual. Robert Kirkman, criador dos quadrinhos The Walking Dead, afirmou que Daryl é heterossexual, mas que o programa o retratou como uma pessoa assexual "Acho que ele é um personagem muito introvertido e acho que esse é o seu apelo. Mas preciso esclarecer alguma coisa", disse Kirkman. "Na coluna de Walking Dead na velha história em quadrinhos que eu faço, havia uma pergunta que me mencionava a possibilidade desde cedo de tornar o personagem de Daryl Dixon em gay e isso causou uma grande confusão online. Eu só queria clarificar que eu estava dizendo que a possibilidade existe e eu ficaria bem com isso, a rede ficaria bem com isso, mas no final não fizemos isso."
A Entertainment Weekly apresentou Reedus como Daryl na capa de uma edição da terceira temporada de The Walking Dead. Além disso, Daryl ganhou o "Melhor Herói de TV" do IGN de 2012, e o personagem foi apresentado em um comercial do Super Bowl XLVII para a Time Warner Cable. Por sua atuação como Daryl, Reedus ganhou o People's Choice Award como Herói de TV Favorito em 2014 e foi indicado ao Saturn Award de Melhor Ator Coadjuvante na Televisão em 2011.
O TV Guide listou Daryl como o melhor personagem de The Walking Dead, classificando os vinte e quatro melhores personagens nas primeiras cinco temporadas. Sua transformação de um "egoísta solitário em um membro integrante dos sobreviventes" foi destacada, além de ser um "excelente caçador".
O personagem ocupa o 2º lugar na lista dos 30 melhores personagens de 'Walking Dead', produzidos pela Rolling Stone. A partir de agosto de 2019, Daryl é atualmente eleito o número 1 em "Os Melhores Personagens de Walking Dead" de Ranker. Watchmojo classificou o personagem #1 em sua lista de "Os dez melhores personagens de Walking Dead". Noel Murray, da Rolling Stone, classificou Daryl Dixon em 2º na lista dos 30 melhores personagens de Walking Dead, dizendo: "The Walking Dead é um programa que trafega na iconografia - e você não fica mais iconográfico do que o cabelo desgrenhado e a besta do hillbilly raivoso que evoluiu para uma das figuras mais impressionantes da série, Daryl revelou mais dimensões ao longo do tempo e o desempenho de Norman Reedus ajudando a expor uma bondade e compromisso insuperáveis com os companheiros mais próximos do herói."